# Migjen Kelmendi
Migjen Kelmendi, född den 12 september 1959 i Pristina i Kosovo, är en albansk författare och journalist.
Fadern hette Ramiz Kelmendi, även han författare. Migjen Kelmendi var född och uppväxt i Pristina, Kosovos största stad och huvudort. Han läste juridik vid universitet i Pristina från 1978 till 1983. Efter examen arbetade han vid televisioner i New York, Tirana och Pristina. Han grundade tidskriften MM och var dess redaktör. 1981-1986 var han medlem i en kosovoalbansk rockgrupp. Författare av Gryka e kohës (utgiven 1994) och ett antal andra böcker.